# Eokingdonella luhuoensis
Eokingdonella luhuoensis is een rechtvleugelig insect uit de familie Dericorythidae. De wetenschappelijke naam van deze soort is voor het eerst geldig gepubliceerd in 2007 door Zheng & Shi.